# Харпин
Харпин (также Харпи) — река в Солнечном районе Хабаровского края, левый приток реки Горин. Длина — 221 км, площадь водосборного бассейна — 2900 км².

## География
Река берёт начало, стекая с юго-западных склонов хребта Чаятын на высоте более 200 м над уровнем моря. От истока преимущественно течёт на юг и юго-запад по холмистой тайге с преобладанием лиственницы и берёзы. Берега в значительной степени заболочены. В нижнем течении начинает сильно меандрировать, поворачивает на юго-восток, протекает через болото Харпинская марь. Впадает в реку Горин на абсолютной отметке 44 м над уровнем моря. Ширина реки в нижнем течении составляет 40-45 м при глубине 0,5-1,5 м. Скорость течения в низовьях — 0,3 м/с. 

## Основные притоки
Указаны поименованные притоки длиной 20 км и более
| Название      | Расстояние от устья | Длина | Положение |
| ------------- | ------------------- | ----- | --------- |
| Джалкан       | 28                  | 28    | правый    |
| Герамна       | 63                  | 37    | правый    |
| Большой Делян | 115                 | 22    | левый     |
| Левая Хосоми  | 137                 | 21    | левый     |
| Джолокон      | 182                 | 26    | левый     |
| Пакто         | 196                 | 20    | левый     |

## Данные водного реестра
По данным государственного водного реестра России и геоинформационной системы водохозяйственного районирования территории РФ, подготовленной Федеральным агентством водных ресурсов:
- Бассейновый округ — Амурский
- Речной бассейн — Амур
- Речной подбассейн — Амур от впадения Уссури до устья
- Водохозяйственный участок — Амур от города Комсомольск-на-Амуре до устья без реки Амгунь
- Код объекта в государственном водном реестре — 20030900212118100076308[3]